# Rida Erlalelitepe
Rida Erlalelitepe est une joueuse de volley-ball turque née le 22 juillet 1996 à İzmir. Elle mesure 1,85 m et joue au poste de réceptionneuse-attaquante. 

## Clubs
| Club                | De        | À         |
| ------------------- | --------- | --------- |
| Arkas Spor          | 2008-2009 | 2010-2011 |
| TVF Spor Lisesi     | 2011-2012 | 2012-2013 |
| Eczacıbaşı İstanbul | 2013-2014 | 2013-2014 |
| Sarıyer Belediyesi  | 2014-2015 | 2014-2015 |
| Yeşilyurt İstanbul  | 2015-2016 | 2015-2016 |
| Sarıyer Belediyesi  | 2016-2017 | 2016-2017 |
| Seramiksan SK       | 2017-2018 | 2017-2018 |
| Beşiktaş İstanbul   | jan 2019  | mai 2019  |
| İlbank Ankara       | 2019-2020 | 2019-2020 |
| Nevşehir Belediyesi | jan 2020  | mai 2020  |
| Beşiktaş İstanbul   | 2020-2021 | …         |